# Tiếp thị hiện đại
Song song với sự phát triển của nền kinh tế thị trường, là sự ra đời của các loại hoạt động Marketing. Nếu như xưa kia, Marketing truyền thống phù hợp với giai đoạn thị trường: thị trường của người bán (nhà sản xuất), thì ngày nay, Marketing hiện đại phù hợp với giai đoạn thị trường: thị trường người mua (người tiêu dùng).
Marketing hiện đại ra đời, để đáp ứng được những nhu cầu của khách hàng. Ngày nay, khách hàng có quyền lực hơn bao giờ hết, họ có thể kiểm soát việc sản phẩm, dịch vụ tiêu thụ ở đâu, vào lúc nào, như thế nào, đồng nghĩa với nó là họ sẽ có nhiều sự lựa chọn, họ ít khi trung thành với một nhãn hiệu nào đó.
Khái niệm Marketing hiện đại được chính Philip Kotler đưa ra nhằm đánh giá sự tiến bộ của ngành marketing và các quan điểm hiện đại nhất về vấn đề này.
Marketing hiện đại (Modern Marketing) là chức năng quản lý công ty về mặt tổ chức và quản lý toàn bộ các hoạt động sản xuất kinh doanh, từ việc phát hiện ra và biến sức mua của người tiêu thụ thành nhu cầu thực sự về một sản phẩm cụ thế, dẫn đến việc chuyển sản phẩm đó đến người tiêu thụ một cách tối ưu (bán cái thị trường cần chứ không phải là bán cái có sẵn, xuất phát từ lợi ích người mua, coi trọng khâu tiêu thụ, phải hiểu biết yêu cầu thị trường cùng với sự thay đổi thường xuyên về cả số lượng và chất lượng cần thỏa mãn).

## Vai trò và vị trí của Marketing hiện đại trong kinh doanh
Marketing ngày nay đóng một vai trò trung tâm trong việc dịch chuyển thông tin khách hàng thành các sản phẩm, dịch vụ mới và sau đó định vị những sản phẩm này trên thị trường. Các sản phẩm dịch vụ mới là câu trả lời của các công ty trước sự thay đổi sở thích của khách hàng và cũng là động lực của sự cạnh tranh. Nhu cầu của khách hàng thay đổi, các công ty phải đổi mới để làm hài lòng và đáp ứng nhu cầu của khách. Vì vậy Marketing hiện đại có vai trò là:
- Xác định nhu cầu của khách hàng, thiết lập và lãnh đạo tiến trình đổi mới.
- Phối hợp với các hoạt động nghiên cứu và phát triển khác để thúc đẩy tiến trình thực hiện các sản phẩm mới, và nó là nhân tố quan trọng nhất tác động đến thành công của một sản phẩm.
- Giúp doanh nghiệp chỉ ra được những xu hướng mới, nhanh chóng trở thành đòn bẩy, biến chúng thành cơ hội, giúp cho sự phát triển chiến lược và sự lớn mạnh lâu bền của công ty.

## Nội dung của marketing hiện đại

### Tạo ra khách hàng
Chuyển từ quan điểm theo đuổi việc bán hàng sang quan điểm tạo ra khách hàng. Trước kia, nhà sản xuất hay cung ứng dịch vụ chỉ chạy theo khách hàng, nay họ biết đi trước, đón đầu để nắm bắt thị hiếu khách hàng, chủ động đáp ứng nhu cầu này. Thậm chí họ chủ động khơi gợi nhu cầu của khách hàng.Đưa ra sản phẩm đảm bảo chất lượng đồng thời giá cả phù hợp với từng đối tượng; tạo ra cầu nối giữa khách hàng với nhà sản xuất một cách gần nhất, tránh bị nâng giá mà nhà sản xuất không kiểm soát được.

### Chú trọng các mối quan hệ
Marketing truyền thống chỉ chú ý đến các giao dịch còn marketing hiện đại chú trọng không chỉ giao dịch mà còn là các mối quan hệ với khách hàng. Quan điểm cũ làm cho việc kinh doanh trở nên thô thiển và thực dụng song không có chiều sâu và sự bền lâu. Quan điểm mới chú ý xây dựng, vun đắp các quan hệ với khách hàng nên tổng đầu tư cho giao dịch lại giảm xuống mà hiệu quả tăng lên. Như vậy, Marketing hiện đại chú trọng rất lớn đến việc tạo mối quan hệ bền chặt với khách hàng.

### Chú trọng giành và giữ khách hàng
Như chính Philip Kotler đã nhấn mạnh: "Trong marketing hiện đại, song song với việc thiết kế một hỗn hợp marketing tốt nhất để bán được hàng, ngày càng có xu hướng chú trọng hơn đến việc thiết kế hệ thống các mối quan hệ khách hàng tốt nhất để giành lấy và giữ khách hàng"

### Thỏa mãn và duy trì sự trung thành của khách hàng
Thay vì đánh giá hiệu quả marketing là phục vụ cho bán được nhiều hàng, ngày nay các tiêu chí đánh giá quan trọng nhất với marketing hiện đại lại là những nhân tố vô hình, đó là "thỏa mãn tốt nhất các nhu cầu của khách hàng" và "duy trì tối đa lòng trung thành của khách hàng".

## Ảnh hưởng của tư tưởng Marketing hiện đại
Tư tưởng marketing hiện đại đã ảnh hưởng đến nhận thức, hành xử của toàn bộ ngành marketing. Trận chiến mới của các công ty là trận chiến để giành chỗ trong tâm trí khách hàng, giành lấy "top of mind" của khách hàng.
Từ thay đổi này đã dẫn đến các phương pháp làm việc mới, các cách tiếp cận mới, nhân bản và cũng tinh vi hơn.
Hơn thế nữa, tư tưởng marketing hiện đại còn tác động đến cả hành xử của nhà sản xuất hay cung ứng dịch vụ với các nhà thầu phụ và nhà phân phối của mình. Họ bắt đầu coi nhà thầu phụ và nhà phân phối là đối tác thay vì coi là khách hàng và đối xử tương ứng theo nguyên tắc win - win.

## Cách đo lường
Chính vì marketing hiện đại hướng đến và chú trọng các nhân tố vô hình trong khi thực thi các hành vi marketing nên cũng có những công cụ đo lường mới được áp dụng để đo đếm mức độ thành công của các chiến dịch marketing. Một vài công cụ vẫn được nhắc đến là:

### Rating
Do các hãng chuyên nghiên cứu thị trường thực hiện. Ở Việt Nam có TNS và AcNielsen thực hiện các dịch vụ này. Mục tiêu đo đếm và xếp hạng để đánh giá hiệu quả của các chiến dịch tài trợ, quảng cáo.

### Monitoring
Theo dõi thông tin theo một chuyên đề nào đó được đặt hàng. Các monitoring này cũng có thể được thực hiện và bán đại trà.

### Phỏng vấn và Điều tra
Thực hiện theo đơn đặt hàng nhằm vào một mục tiêu, chủ đề rõ rệt. Các phỏng vấn và điều tra này thường đòi hỏi chi phí cao và một lượng lớn nhân lực thực hiện cũng như phân tích, lập báo cáo.